# Міучча Прада
Міучча Прада Біанкі (італ. Miuccia Prada Bianchi; нар. 10 травня 1949 року, Мілан, Італія) — італійський дизайнер модного одягу, молодша онука Маріо Прада, який заснував фірму в 1913 році. Батьківщиною Міуччі Прада є міланський район Порта Романа.

## Біографія
Міучча має докторський ступінь з політології та філософії. У 1987 році Прада і Бертеллі офіційно стали чоловіком і дружиною, а рік по тому на світ з'явився їхній син Лоренцо. У сімдесятих вступила в італійську комуністичну партію і боролася за права жінок в Мілані .
У 1989 представила свою першу лінію прет-а-порте. У 1993 запустила бренд Miu Miu.
Завдяки чоловікові Міучча будинок Prada тепер може посперечатися з таким гігантом моди як LVMH. Будинок Прада придбав такі бренди як Жиль Сандер, Хельмут Ланг, Аззедін Алайя і ін.
У 1995 році спільно з Патріціо Бертеллі в Мілані відкрили центр сучасного мистецтва і культури Fondazione Prada.

## Нагороди
- Кавалер Великого хреста ордена «За заслуги перед Італійською Республікою» (21 грудня 2015 року)[4].
- «Council of Fashion Designers of America» 1993
- Premio Leonardo Qualità Italia +1998
- Wallpaper Design Award 2007
- Премія Американської академії в Римі за неоціненний внесок у моду і мистецтво 2010